# At the Arena ov Aion – Live Apostasy
 (octobre 2017).
Si vous disposez d'ouvrages ou d'articles de référence ou si vous connaissez des sites web de qualité traitant du thème abordé ici, merci de compléter l'article en donnant les références utiles à sa vérifiabilité et en les liant à la section « Notes et références ».
Albums de Behemoth
The Apostasy
(2007) Ezkaton
(2008)
At the Arena ov Aion – Live Apostasy est le premier album live du groupe de Black metal polonais Behemoth. L'album est sorti en octobre 2008 sous le label Regain Records.
Les titres ont été enregistrés pendant la tournée que le groupe effectuait pour promouvoir son dernier album studio en date, The Apostasy. De nombreux titres de la liste des titres proviennent de cet album. De plus, on peut facilement remarquer qu'une partie du titre, "Live Apostasy", est une référence à ce même album.

## Musiciens
- Adam "Nergal" Darski - chant, guitare, synthétiseur
- Patryk Dominik "Seth" Sztyber - guitare
- Tomasz "Orion" Wróblewski - basse, chant
- Zbigniew Robert "Inferno" Promiński - batterie

## Liste des morceaux
| No  | Titre                         | Durée |
| --- | ----------------------------- | ----- |
| 1.  | Rome 64 C.E.                  | 1:34  |
| 2.  | Slaying the Prophets Ov Isa   | 3:39  |
| 3.  | Antichristian Phenomenon      | 4:13  |
| 4.  | Demigod                       | 3:35  |
| 5.  | From the Pagan Vastlands      | 3:56  |
| 6.  | Conquer All                   | 4:17  |
| 7.  | Prometherion                  | 3:14  |
| 8.  | Drum Solo                     | 1:14  |
| 9.  | Slaves Shall Serve            | 3:08  |
| 10. | As Above So Below             | 5:46  |
| 11. | At the Left Hand Ov God       | 4:57  |
| 12. | Summoning ov the Ancient Ones | 5:23  |
| 13. | Christgrinding Avenue         | 4:04  |
| 14. | Christians to the Lions       | 3:16  |
| 15. | Sculpting the Throne Ov Seth  | 4:55  |
| 16. | Decade Ov Therion             | 2:47  |
| 17. | Chant for Ezkaton 2000 e.v.   | 5:28  |